# 毛叶红珠七
毛叶红珠七（学名：Antenoron filiforme var. kachinum）为蓼科金线草属下的一个变种。